# توگان گوکباکار
توگان گوکباکار (ترکی استانبولی: Togan Gökbakar؛ زادهٔ ۲۹ مهٔ ۱۹۸۴) کارگردان فیلم اهل ترکیه و برادر کوچکتر شاهان گوکباکار است. توگان اولین فیلم خود را به نام "ژن" در سال ۲۰۰۶ کارگردانی کرد که در ژانر وحشت بود و چندان مورد استقبال واقع نشد. پس از آن به کمک برادر بزرگترش، شاهان گوکباکار، به نوشتن و ساختن فیلم‌های طنز روی آورد که هم در ترکیه و هم در اکثر کشورها مورد استقبال زیاد واقع شدند.
معروف‌ترین این آثار، سری فیلم‌های رجب ایودیک هستند که تا به امروز و به دلیل استقبال گسترده، هفت قسمت از آن ساخته شده است. 
این دو برادر معمولا به صورت مشترک به نوشتن فیلمنامه و تهیه‌کنندگی فیلم‌های خود نیز مشغول هستند. آن دو علاوه بر شخصیت طنز رجب، شخصیت‌های طنز دیگری نیز به وجود آورده‌اند، که همه با هم فرق دارند، از جمله جلال (در فیلم جلال و جران)، کیهان (در فیلم کیهان) و عثمان (در فیلم بازاریابی عثمان). بازیگر تمامی این شخصیت‌ها شاهان گوکباکار بوده است.